# Arfendazam
L'arfendazam est une benzodiazépine 1,5 proche du clobazam. L'arfendazam est métabolisée en partie en clobazam. Elle a des propriétés principalement anxiolytiques, mais contrairement aux autres benzodiazépines, il s'agit d'un agoniste partiel des récepteurs GABAA, ce qui fait que les autres propriétés inhérentes aux benzodiazépines — anticonvulsivant, myorelaxant et amnésiant — sont moins marquées,.

## Mécanisme d'action
L'arfendazam agit comme un agoniste partiel au niveau des récepteurs GABAA.